# 龙让河
龙让河（法語：Rongeant，法語發音：[ʁɔ̃ʒɑ̃]）是法国大東部大區上马恩省的河流，是马恩河的右支流，长19千米。